# Novi romantizam
Novi romantizam, glazbeni je pokret koji se javio krajem 1970-tih godina u Velikoj Britaniji, kao reakcija na punk i disco glazbu a svoju popularnost doživljava početkom 1980-tih godina. Najznačajniji glazbeni predstavnici su: Adam and the ants, Duran Duran, Spandau Ballet, Classix Nouveaux, Kajagoogoo. 
U bivšoj Jugoslaviji, najznačajniji predstavnik Novog romantizma bila je skupina U škripcu.
Glazba je bila utemeljena na synthpopu a inspiraciju je dobila od Davida Bowiea i Roxy Music. Izgled je bio isto toliko važan kao i sama glazba, što je dovelo do negativnih kritika i tvrdnji da je glazba površinska i neozbiljna.
Tipični izgled osoba koje su svrstavane u Novi romantizam, bio je androginijski izgled s puno šminke, čudne frizure i odjeća nadahnuta romantizmom (npr. Steve Strange iz sastava Visage i Boy George iz Culture Club) ali bilo je i onih koji su bili obučeni u elegantna odijela (npr. sastav Japan i Spandau Ballet).
U samom početku ovaj pokret bio je usmjeren na Londonske klubove Billy's i The Blitz ali kasnije, često pogrešno, poistovjećuje se s velikim brojem umjetnika koji su svirali synth glazbu i koji su se oblačili moderno, iako oni nisu bili dio ovog pokreta.

## Tipični Novo romantični sastavi
- A Flock of Seagulls
- Classix Nouveaux
- Culture Club
- Duran Duran
- Japan
- Spandau Ballet
- Ultravox
- Visage

## Drugi sastavi koji se povezuju s Novim romantizmom
- ABC
- Adam & the Ants
- Alphaville
- Après Demain
- Associates
- Blancmange
- Bow Wow Wow
- Dead or Alive
- Eurythmics
- Heaven 17
- The Human League
- Kajagoogoo
- Modern English
- Naked Eyes
- Orchestral Manoeuvres in the Dark
- Organ
- Payolas
- Simple Minds
- Soft Cell
- Spoons
- Strange Advance
- Talk Talk
- Tears For Fears
- Vennaskond